# Medusagyne oppositifolia
Medusagyne oppositifolia é a única espécie de plantas do género Medusagyne da família Ochnaceae da ordem Malpighiales. É uma árvore muito rara, que cresce apenas na ilha de Mahé no arquipélago das Seychelles. Esta espécie foi considerada extinta, até ser descoberta na década de 1970. Até ao advento do sistema APG III era considerada como a única espécie da família monotípica Medusagynaceae.